# Braune Flotte

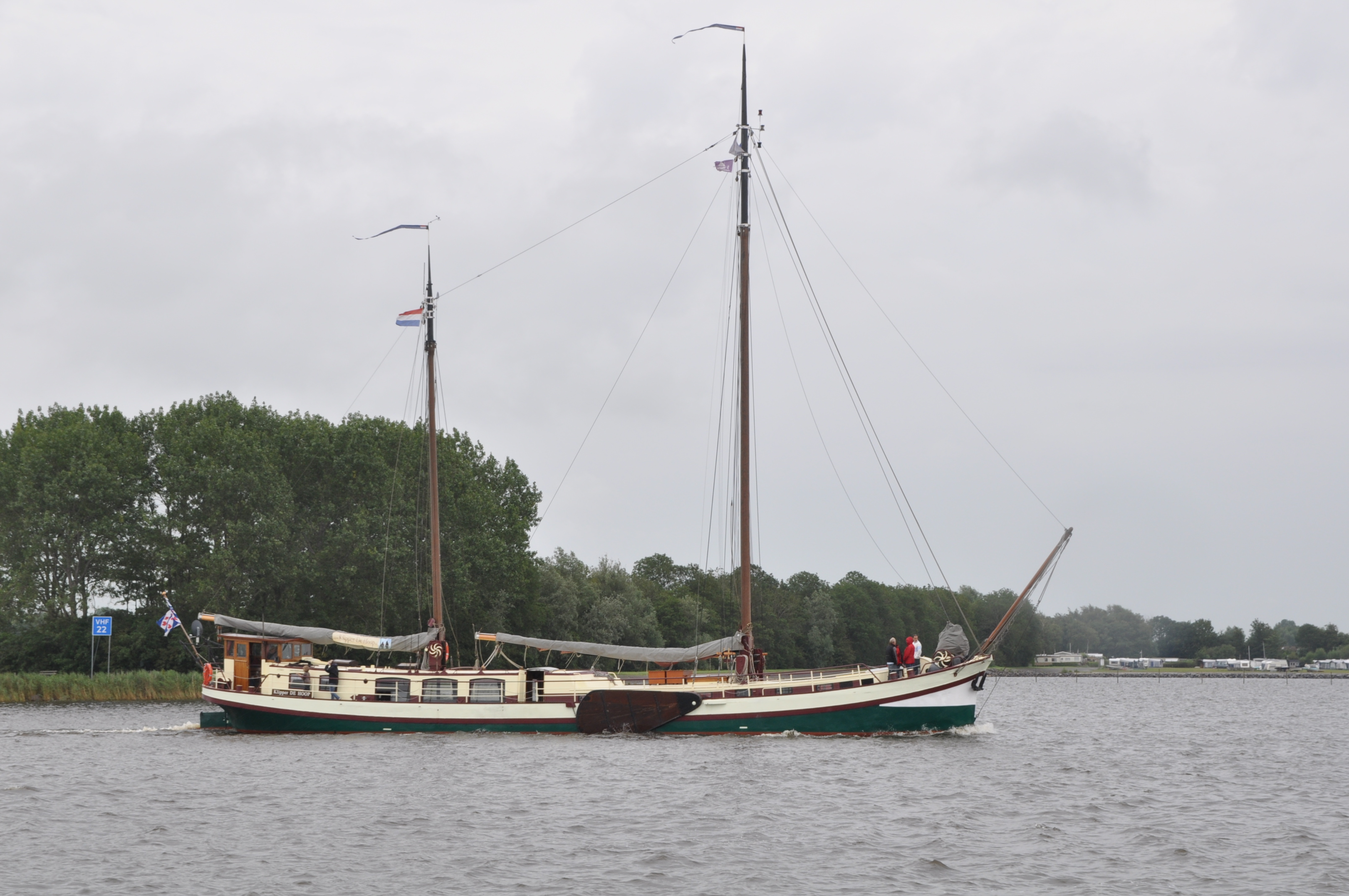
Der Klipper Hoop in Friesland

Braune Flotte (niederländisch: Bruine Vloot) ist in den Niederlanden die Bezeichnung für die gewerbliche Passagierfahrt mit Traditionsschiffen (Segel- und Motorschiffe).
Die Flotte besteht aus ungefähr 500 ehemaligen Frachtschiffen, die für mehrere Tage oder Wochen gechartert werden können. Der Name Braune Flotte deutet auf die Farbe der Segel hin, welche durch das Färben mit Cachou bzw. Catechu oder Cutch, dem Saft der Gerber-Akazie, entstanden ist.
Bei den Schiffen handelt es sich vorwiegend um Plattboden- und Rundspantschiffe. Die Fahrtziele liegen rund um das IJsselmeer, das Markermeer und das Wattenmeer. Die verwendeten Schiffstypen sind Tjalk, Klipper, Aak und der Schoner. Diese Schiffe sind somit in fast allen Häfen an um Ijssel- und Wattenmeer vertreten.